# 杜汶澤喱騷
杜汶澤喱騷（英語：Chapman To’s Late Show）是由移民臺灣的香港演員杜汶澤所創辦以廣東話為主的網絡傳媒平台，於2018年3月23日成立。節目以惡搞及抽水形式諷刺時弊，因為節目內容大膽、言論粗俗出位，吸引不少網民討論、觀看及讚賞。

## 「喱騷」收費台
杜汶澤於2020年11月25日宣佈，「喱騷」及其影片將會由原來的Facebook及Youtube平台逐步搬到「喱騷」建立的收費平台，由網台發展為多元化的娛樂平台。目標為「香港人養起香港人」，對抗娛樂圈由投資者主導的風氣，將創作自由的障礙減到最低，建立真正屬於香港人的娛樂王國。
收費平台原定2020年12月2日啟用，後來為免伺服器流量出現問題，杜汶澤宣佈將開台日期延後。2020年12月18日，「杜汶澤喱騷」收費平台正式開始運作，但由於當天 15:00 後開台後登入人數太多而引致大塞車，大量用戶聲稱登入及「課金」系統出現問題，一直到翌日近中午時間才回復正常。

## 現時播放節目
| 節目名稱             | 首播日期、播放時間 | 主持                                                                                           | 介紹 | 備註 |
| 杜氏閒情             | 不定期播放 | 李拾壹, 杜汶澤, 田蕊妮                                                                         | 係咪好掛住逢禮拜三晚，有CEO開Live吹水呢？俾你等到喇！真．家庭式製作清談節目，杜氏夫婦將「家事」搬上電視，加埋三姑六婆李拾壹，一家人都市閒情乜都講餐飽！上至天文，下至個羅友痕，都搬出大廳同你閒話家常！ 主持們每集仲會幫網民解答一下生活中嘅疑難雜症，你有咩問題，杜氏夫婦幫到你！ 主題 - 第78集 揼骨經歷 - 第79集 腥港旅遊業 - 第80集 越有錢越孤寒 - 第81集 中秋節 - 第82集 光頭定係矮？ - 第83集 的士判官 - 第84集 分手 - 第85集 厭惡性行業 - 第86集 K房見聞 - 第87集 文化衝擊 - 第88集 飛機上的討厭乘客 - 第89集 人妻 - 第90集 假貨 - 第91集 聖誕節有乜咁開心？ - 第92集 約會的尷尬經歷 - 第93集 直男 - （濕9 vs 乾Hi） - 第94集 愛人結婚了 - （男友結婚了 「新娘」不是我） - 第95集 男人𥄫女 - 第96集 你老闆 - （杜汶澤DLLM之夜aka小編投訴信） - 第97-98集 龍年新年特輯 - （楊師傅預測姜濤龍年減肥運！結果係…… ） - （想有喜呀?記得搵定頂綠帽...呀唔係, 係搵啱個西南方喇！） - 第99集 浸溫泉 - 第100集 香港人真係好L難服侍？ - （咩態度呀你？叫你經理出嚟！） - 第101集 挨豬文化 - （又要放負又怕人擘大Cap圖係咩玩法） - 第102集 做婚禮兄弟姊妹 - （我De媽呀~炸L死我咩！） - 第103集 AV男優 - 第104集 同老豆老母住 - （老豆老母簡直就係「雙標」界嘅典範！） - 第105集 主題公園見聞 - （人形蜈蚣咁排隊嚟講，絕對講得上係十大奇景之一！） - 第106集 男人呷醋 - （男人呷起醋上嚟真係幼稚過細路） - （誰人用魅力 誰人夜晚大大力...(誤)） - 第107集 超市百態 - （唔試食點知新唔新鮮啫！你都腎嘅！） - 第108集 剪頭髮 - （小編唔識時尚，龍蝦都係攞嚟食好啲！） - 第109集 港式性教育 - （男朋友問你今日飲咗未，記得say no呀！） - 第110集 過門都係Hi客 | - 月費計劃於本節目上映後加價(月費10月起由60元加到100元;年費由600元加到800元) - 節目名字惡搞自無綫電視的資訊娛樂節目《都市閒情》 - 節目由田蕊妮監製，並且專程由香港來到台灣拍攝 - 自稱一週年台慶節目 - VIP(年費計劃)專享 |
| 尋找他媽的故事       | 第一季：2021年2月11日至5月5日 逢星期三 第二季（大英帝國點L樣）：2022年6月13日至8月15日 逢星期一 第三季（富士山下）：2023年6月13日至8月15日 逢星期一 第四季（聲色犬馬美利堅）：2025年2月13日至6月15日 逢星期日 | 杜汶澤 第一季：李拾壹、蔣雅文、黃秋生 第二季：曾達恩、Bob叔 第三季：Homan、林日曦 第四季：怡富 | 第一季：杜汶澤繼《走佬去台灣》後，再次到台灣拍攝節目，以港人視角帶大家體驗台灣貼地生活，遊歷台北、台中、花蓮等地風光，並邀請居於台灣的香港人受訪。 第二季：杜汶澤繼2021年《尋找他媽的故事》帶大家遊歷寶島之後，今次2022年玩得更大，遠赴英國。 第三季：日本Yen跌完又跌，個個都爭住報復性返「鄉下」！而《尋找他媽的故事》系列帶大家去過台灣同英國，今次一於就帶大家去到富士山下！日本係好多人嘅旅行首選國家，但移民到嗰邊又係咩玩法呢？今次《尋找他媽的故事III之富士山下》CEO由關東一路踩落關西，去到東京、靜岡、白馬、名古屋同埋大阪等等大城市，又搵吓嚟自日本各地嘅香港人，了解佢哋喺當地嘅生活模式！ 第四季：中美關稅戰鬧得全球熱烘烘，特朗普想制裁我哋祖國？喱騷決定制裁你個制裁，派出愛國者杜狗反轉美利堅，揭開世界第一大國最醜陋一面，打倒邪惡美帝！白人主義、槍火、毒品、女人！究竟美國有乜咁好玩，玩到我哋CEO樂而忘返，轉個頭又洗大餅咁慘？ | - 第二季第五集中，由於曾達恩與杜汶澤的老婆田蕊妮很關注杜汶澤講粗口的情況，於是在駕駛汽車時給杜汶澤一個小任務，就是如果在駕駛時突然講粗口，就會被罰款英鎊$1500。                                                         |
| 我帶你去吃晚餐       | 不定期放送 | 杜汶澤                                                                                         | 全新國語節目，小杜大廚走訪台灣各式各樣食店，談談美食、談談人生，仔細品嚐，滋味在心。 | - 期間限定於YouTube播放 |
| 我很醜，可是我有得救 | 逢星期一 | 李拾壹, 蔣雅詩, 田蕊妮                                                                         | 全新國語美容專題節目，世上第一個鼻整形手術，可以追溯到公元前600年左右嘅古印度。時至今日，人類嘅科技已經進步到全身上上下下、裡裡外外，你諗到嘅地方幾乎都可以變靚！喺未來嘅世界，醜人會否絕跡？ | - 節目名字惡搞自台灣歌手趙傳的歌曲《我很醜，可是我很溫柔》 - 節目內容只屬嘉賓個人意見，所有醫美項目都有潛在風險，應先向醫生尋求專業建議。                                                                               |

## 已結束播放節目

### 2018年首播
| 節目名稱          | 播映日期及時間                                                                                                   | 主持 | 介紹 | 備註 |
| 日本風涼話        | 2018年3月23日至7月20日 逢星期五                                                                                  | 杜汶澤、盤菜瑩子 | 日本是香港人最常去旅行的地方，兩位主持介紹真正日本文化，並親身體驗不同行業的工作。 主題 - 第1集 牛郎界超新星 - 第2集 日式洗剪吹 - 第3集 武士初體驗 - 第4集 日本東方紅 - 第5集 VR潮吹大放送 - 第6集 SEX TOY STORY - 第7集 昭時空居酒屋 - 第8集 超級城寨霸王 - 第9集 拉麵，應該和誰吃？ - 第10集 夏日熱辣辣，拉麵！ - 第11集 尋找他刀的故事 - 第12集 偽娘絕密流出！ - 第13集 料理の鉄人壽司篇 - 第14集 東京爆房有辦法 - 第15集 奇珍異獸集中營 - 第16集 孤獨的美食家 - 第17集 同一屋簷下 - 第18集 最終回 | |
| 今晚Poke嘢夜唔夜  | 2018年3月29日至7月19日 逢星期四                                                                                  | 杜汶澤、盧覓雪、貝依霖、何慕詩（性治療師）                                                                                        | 「性」是人類必修的學問，節目邀請了性治療師Miss Ho，與三位主持討論性愛相關議題，並設有觀眾Phone-in環節，由主持即場解答聽眾對性愛方面的疑難。 主題 - 第1集 搞咗個老友 - 第2集 不舉之迷 - 第3集 性抑壓 - 第4集 「嗰度」活躍症 - 第5集 性冷感 - 第6集 性高潮 - 第7集 隔離飯香 - 第8集 情趣 - 第9集 同性相吸 雙性都得 - 第10集 玩交友Apps - 第11集 打野戰 - 第12集 性、愛分立 - 第13集 性癖好 - 第14集 變性 - 第15集 破處 - 第16集 Long D - 第17集 性玩具 | |
| 教育電視ETV       | 2018年3月29日至2019年8月23日 不定期播放                                                                          | 杜汶澤、貝依霖、莊韻澄、Nico | 杜汶澤向不同行業的高人拜師學藝，並與該集女主持一起練習手藝。 主題 - 第1-3集 足之道 - 第4-5集 身紮師妹 - 第6集 Genius BRA - 第7-8集 搓乳無限Touch | |
| 筆9思索鳩畫貝依霖 | 2018年4月4日 | 杜汶澤、貝依霖、Pricasso（裸體油畫藝術家）                                                                                        | 邀請來自澳洲的裸體油畫藝術家Pricasso為貝依霖畫肖像畫。 | 特備節目 |
| 頭D後傳           | 2018年4月21日 | 杜汶澤、林茂發@微辣、陳康榮@微辣                                                                                                  | | 特備節目 與微辣合作 |
| 為何深夜總是餓    | 2018年5月7日至2020年3月30日 逢星期一                                                                             | 主廚：杜汶澤 助手：貝依霖、李蔓瑩、莊韻澄、程美段、張沛樂、Momo 嘉賓：泰山（第51-52集、第61-62集）、傅珮嘉、周思甫（第59集）、Eva | 「喱騷」首個烹飪節目，由杜汶澤擔任主廚，示範各國不同美食及宵夜菜式。此節目口碑甚佳，每集主持的互動方式及節目剪接最受觀眾歡迎，其中杜汶澤經常因不滿電子爐的問題而在節目中破口大罵，亦成為了此節目的焦點之一。 主題 - 第1集 辣酒煮花螺 - 第2集 乾炒牛河 - 第3集 慢煮雞胸 - 第4集 卡邦尼意粉 - 第5集 香煎蓮藕餅 - 第6集 重慶辣雞煲 - 第7集 脆皮三文魚 - 第8集 牛丼 - 第9集 味噌煮廣島蠔 - 第10集 百里香牛油煎豬柳 - 第11集 日式黃金煎餃子 - 第12集 炸雞唐揚 - 第13集 辣炒小鯷魚干 - 第14集 青醬燴螺絲粉 - 第15集 安東雞煲 - 第16集 清酒煮蜆 - 第17集 韓式炒粉絲 - 第18集 泰式椰汁雞湯 - 第19集 韓式炒豬肉 - 第20集 泰式炒金邊粉 - 第21集 深宵薯餅 - 第22集 蕃茄炒蛋 - 第23集 乾炒咖喱大蝦 - 第24集 韓式石頭鍋飯 - 第25集 韭菜羊肉餃 - 第26集 肉絲炒麵 - 第27集 鐵板牛肉飯 - 第28集 羅定豆豉雞 - 第29集 大阪燒 - 第30集 鬼馬牛肉 - 第31集 芒果糯米飯 - 第32集 青檸話梅蒸烏頭 - 第33集 拉絲芝士咖喱牛肉焗飯 - 第34集 梅菜肉餅煲仔飯 - 第35集 蒜茸焗青口 - 第36集 照燒雞扒 - 第37集 越南米紙卷 - 第38集 辣味酸子蝦 - 第39集 焗芝士通心粉 - 第40集 金銀玉如意 - 第41集 泰式紅咖喱鴨 - 第42集 焗火腿芝士白汁三文治 - 第43集 香茅燒豬扒 - 第44集 法式洋蔥湯 - 第45集 干煸四季豆 - 第46集 煙肉炒抱子甘藍 - 第47集 回鍋肉 - 第48集 涼拌黑木耳小黃瓜 - 第49集 小炒王 - 第50集 擔擔麵小炒王 - 第51集 法式杏仁啤梨餡餅 - 第52集 菠菜蟹肉魷魚意大利「飯」 - 第53集 麻婆豆腐 - 第54集 完美煎肉眼扒 - 第55集 泰式蝦醬炒飯 - 第56集 泰式生菜包 - 第57集 香茅鮮蝦肉碎粉絲煲 - 第58集 白松露芥花籽油炒蛋多士 - 第59集 半筋半肉牛肉麵 - 第60集 黃金蝦球 - 第61集 拖肥忌廉配拖肥脆脆 - 第62集 蔬菜鱗片魚配白牛油汁 - 第63集 墨西哥燒牛扒玉米卷 - 第64集 蛤蜊絲瓜 - 第65集 水牛城雞翼 - 第66集 三杯雞 - 第67集 墨西哥雞肉薄餅 - 第68集 蠔仔粥 - 第69集 木糠布甸 - 第70集 西班牙蕃茄凍湯 - 第71集 秘魯醃生海鮮沙律 - 第72集 露筍芝士酥皮盒配百里香蜜糖汁 - 第73集 西班牙風乾腸炒大蝦 - 第74集 桑寄生蓮子蛋茶 - 第75集 蒜蓉蒸口罩 - 第76集 沙田雞粥 - 第77集 豬潤麵 - 第78集 澤式雞扒 - 第79集 校長多士 - 第80集 招牌芝士鹹牛肉蛋豬仔包 - 第81集 西班牙蛋餅 - 第82集 小杜良品三級麻辣鴨血 | 暫停播映日期： 2019年6月17日、 7月1日(該集改於7月5日播映)、 7月22日、 10月7日(該集改於10月8日播映)、 11月4日至12月2日                                                              |
| 壹鳩大事回顧      | 2018年7月21日至11月30日（逢星期五） 2018年12月29日至2019年2月16日（逢星期六） 2019年2月22日至5月31日（逢星期五） | 杜汶澤、莊韻澄 | 以新聞報導形式，運用趣味、貼地的對白報導過去一星期的中外時事、娛樂，並改編歌曲、拍攝或製作MV諷刺時弊。 | 2018年9月7日、11月16日、12月7日至21日暫停 2018年12月29日至2019年2月16日起改逢星期六播放 2019年2月22日起改逢星期五播放 2019年6月7日因播放全民做兵而暫停播映 2019年6月14日起暫停播映 |
| Genius Bar        | 2018年7月25日至2019年7月17日 逢星期三                                                                            | 杜汶澤、盧覓雪、貝依霖、莊韻澄 | 清談節目，以現場直播的形式，每集主持以不同主題與現場觀眾暢談一番。 主題 - Grand Opening - 第1集 旅行屌晒鬼 - 第2集 分手亦是朋友？ - 第3集 忘年戀 - 第4集 飲醉酒 - 第5集 另一半做衰嘢 - 第6集 死前最想食嘅一餐 - 第7集 學生時期黑歷史 - 第8集 中女的煩惱 - 第9集 好老細衰老細 - 第10集 港男港女大控訴 - 第11集 靚仔靚女大L晒？ - 第12集 激嬲女友點氹好 - 第13集 你有壓力我有壓力 - 第14集 中年危機 - 第15集 初戀 - 第16集 分手 - 第17集 朋友令你扯火嘅事 - 第18集 夜蒲 - 第19集 講大話 - 第20集 社交平台嘅社交禮儀 - 第21集 聖誕約會中伏 - 第22集 新年新願望 - 第23集 Mean精 - 第24集 控制狂 - 第25集 人蠢無藥醫 - 第26集 結婚或單身 - 第27集 豬友開運王 - 第28集 情人節 - 第29集 前度 - 第30集 七年之癢 - 第31集 帽事嘅 - 第32集 夢想 - 第33集 備孕 - 第34集 犯眾憎同事 - 第35集 矮仔多計？ - 第36集 渣男渣女 - 第37集 低俗最強 - 第38集 怕老婆會發達 - 第39集 男人不能說的咪咪 - 第40集 講是非 - 第41集 你有Style嗎？ - 第42集 大波的煩惱？ - 第43集 愈型愈變態 - 第44集 有早知無乞兒 - 第45集 - 第46集 社會大學生存秘笈 - 第47集 曖昧 | 2019年6月12至26日、11月13日至20日暫停播映 7月3日因網絡技術問題，改於7月4日播映 |
| 壹鳩大事MV        | 2018年9月7日 | 杜汶澤 | | |
| 劣食觀世音        | 2018年12月7日至28日（逢星期五） 2019年1月3日至2月14日（逢星期四）                                                | 盧覓雪、Nico、阿強 | Nico和阿強會在網上被評定為劣食的食肆試食，再交由化身成劣食觀世音的盧覓雪品嚐，接著Nico和阿強會根據劣食觀世音介紹的食肆，買同類食物品嚐及交由劣食觀世音品嚐和評分。 主題 - 第1集 燒味飯 - 第2集 點心 - 第3集 街頭小食 - 第4集 日本料理 - 第5集 韓國料理 - 第6集 漢堡包 - 第7集 台灣料理 - 第8集 煲仔飯 - 第9集 意大利菜 - 第10集 大學Canteen - 第11集 粉麵 | |

### 2019年首播
| 節目名稱            | 播映日期及時間                         | 主持                                                            | 介紹 | 備註                       |
| 我要做蝴蝶          | 2019年3月5日至2020年1月3日 不定期播放  | 阿強                                                            | 真人騷節目，記錄阿強的減肥過程。 |                            |
| 全民做兵            | 2019年6月7日至10月4日 不定期播放       | 杜汶澤、盧覓雪、貝依霖、Nico                                    | | 節目播畢第5集後未有再更新  |
| 小杜燒熄            | 2019年7月22日、29日                    | 杜汶澤                                                          | |                            |
| Late Show           | 2019年7月24日至2020年9月30日           | 杜汶澤、盧覓雪、貝依霖 嘉賓：梁栢堅（第17集）、林泳淘（第48集） | 清談節目，以現場直播的形式，每集主持以不同主題與現場觀眾暢談一番。 主題 - 第1集 你快樂嗎？ - 第2集 廢青VS廢老 - 第3集 大男人VS小男人 - 第4集 幸福感 - 第5集 嗌交王 - 第6集 無禮貌 - 第7集 習慣是很可怕的 - 第8集 點死最好？ - 第9集 反面 - 第10集 鶳 - 第11集 Popo中二病 - 第12集 有骨氣，撐罷買? - 第13集 走佬去泰國！ - 第14集 情侶政見唔同要分手？ - 第15集 人一藍，腦便殘 - 第16集 制裁小粉紅 - 第17集 港豬覺醒 - 第18集 OT or not？ - 第19集 2019年香港十大瘋暈人物 - 第20集 2020香港啟示錄 - 第21集 錢買唔到嘅快樂 - 第22集 中共送大禮 - 第23集 新春袋落袋：鼠年12生肖運程！ - 第24集 香港盲搶炎 - 第25集 Work From Home - 第26集 網購陷阱 - 第27集 報仇 - 第28集 Dirty Job - 第29集 恐佈機艙 - 第30集 維護國家樽鹽 - 第31集 忍唔住笑 - 第32集 相見好 同住難 - 第33集 無聊抗疫 - 第34集 我要做主播 - 第35集 男人係長唔大嘅細路 - 第36集 愛的迫爆 - 第37集 中佬魅力 - 第38集 性幻想 - 第39集 擦鞋的藝術 - 第40集 找數真漢子 - 第41集 性變態 - 第42集 重「品」味 - 第43集 死要面 - 第44集 越老越辣 - 第45集 天生我性慾強 - 第46集 集體感染 - 第47集 疫症分手潮 - 第48集 做過真.女神 - 第49集 American Dream - 第50集 分手要狠? - 第51集 鬼叫你窮呀頂硬上! - 第52集 性冷感 - 第53集 做人仔女甚艱難 - 第54集 強迫症 - 第55集 男人的抉擇 - 第56集 自私Hi客 |                            |
| CEO盤問室 CEO會客室 | 2019年8月9日至2020年4月27日 不定期播放 | 杜汶澤                                                          | 每集嘉賓 - 第1、2集 何韻詩 - 第3、4集 黃秋生 - 第5集 阮民安 - 第6、7集 森美 - 第8、9集 梁芷珊 - 第10、11集 黃毓民 - 第12、13集 陳淑莊 - 第14、15集 RubberBand - 第16、17集 沈旭暉 - 第18、19集 田北俊 - 第20、21集 細So - 第22、23集 王喜 | 第6集起改名為「CEO會客室」 |
| 今宵多珍重          | 2019年11月20日                         | 杜汶澤                                                          | | 特備節目                   |

### 2020年首播
| 節目名稱                     | 播映日期及時間                                                                  | 主持                                                           | 介紹 | 備註 |
| Yellopenrice                 | 2020年1月10日至7月31日 逢星期五 於2020年5月29日起因應驚訊播出改隔一個星期五播放 | 杜汶澤 嘉賓：莊韻澄（第24集）                                  | 為了響應「黃色經濟圈」，主持杜汶澤會光顧不同黃店，為它們的質素評分，並深入訪問各黃店店主。 主題 - 第1集 BABA's STATION - 第2集 Involtini Italian Cuisine - 第3集 珍味泉(越南粉專門店) - 第4集 再玩一會X㗎仔飯 - 第5集 甘露甜品 - 第6集 茶墨，黑金堂 - 第7集 Pizzeria Jacomax - 第8集 彩虹串燒專門店 - 第9集 東歐餐廳 - 第10集 走肉・朋友 - 第11集 燒房焗 - 第12集 閨・家 - 第13集 兩姊妹涼皮有限公司 - 第14集 申子居酒屋 - 第15集 Y Show Tasty - 第16集 Uo N - 第17集 Tony’s Hell - 第18集 My Rules - 第19集 飛藥堂蔘茸海味 - 第20集 嚐賞 - 第21集 Zuitable - 第22集 That's Y Healing & Human Design Centre - 第23集 腦舍 - 第24集 A Plus Make Up & Stylist | |
| 驚訊                         | 2020年5月29日至9月18日 隔一個星期五播放                                         | 王喜                                                           | 主題 - 第1集 邊個干犯咗《国安法》 - 第2集 膝頭的殺傷力 - 第3集 七貓學警 - 第4集 已婚宿舍 - 第5集 誰是加害者 - 第6集 四克警要進來 - 第7集 三萬之徒與被捕人の日常 - 第8集 警隊影帝 - 號外 行人安全手冊 - 第9集 學警雄心 | 原為香港電台電視節目《頭條新聞》內的附屬節目，由王喜飾演的虛擬警員忠勇毅主持。香港電台停播此節目後，王喜獲邀在杜汶澤喱騷繼續製作此節目。 |
| DSE放榜Special：被選中的考生 | 2020年7月20日                                                                   |                                                                | 為應屆DSE考生打氣短片。 | |
| 《唱這歌》（二人限聚版）     | 2020年7月29日                                                                   | 杜汶澤                                                         | 《唱這歌》改詞版，以諷刺抗疫措施為主題的MV。 | |
| 黃秋生大師班                 | 2020年12月18日至2021年3月11日 逢星期四                                          | 黃秋生、王宗堯、胡希文、莊韻澄、莫竣名、郭小傑、陳漢娜、田蕊妮 | 六位學員成為學員，參與黃秋生親自教授的演技訓練課程。 主題 - 第1集 一點出發 - 第2集 演員=老千？ - 第3集 臭Hi的考驗 - 第4集 跳舞群組 - 第5集 面向自己 - 第6集 羅密歐與茱麗葉後現代悲情版 - 第7集 推銷員之死 - 第8集 北京正宗烤鴨店 - 第9集 有功夫 無懦夫 - 第10集 Kung Fu Fighting - 第11集 對手戲大亂鬥 - 第12集 畢業演出（上） - 第13集 畢業演出（下） | 節目由田蕊妮監製 |

### 2021年首播
| 節目名稱             | 播映日期及時間                       | 主持 | 介紹 | 備註                                                                     |
| 師傅又中呀！         | 2021年2月9日                         | 楊天命、夢妮妲、田蕊妮、梁栢堅、貝依霖、杜汶澤 | 新年特備節目，邀請中西玄學大師，預測2021年香港運程、十二生肖及十二星座運程。 |                                                                          |
| 尋找他媽的故事       | 2021年2月11日至5月5日 逢星期三       | 杜汶澤、李拾壹、蔣雅文、黃秋生 | 杜汶澤繼《走佬去台灣》後，再次到台灣拍攝節目，以港人視角帶大家體驗台灣貼地生活，遊歷台北、台中、花蓮等地風光，並邀請居於台灣的香港人受訪。 |                                                                          |
| 社會服務令           | 2021年3月1日至2021年4月26日 逢星期一 | 田蕊妮、王宗堯、貝依霖、莫竣名、J. Arie | 每集邀請不同藝人體驗「懲罰性工種」的日常工作，向這些「另類職人」學習。 主題 - 第1集 燒味店 - 第2集 壽紙店 - 第3集 爬蟲店 - 第4集 情趣用品店 - 第5集 寵物善終服務 - 第6集 清潔公司 - 第7集 變裝皇后 - 第8集 搬屋公司 - 第9集 陪月服務 | 節目由田蕊妮監製                                                         |
| 衝衝煮               | 2021年5月3日 逢星期一                | 主廚：泰山、Kiki Hime Rapper：MC徐爾門 | 「喱騷」首個烹飪比賽節目，混合Hip Hop和烹飪元素，嘉賓需從MC徐爾門的自創rap當中，找出每道菜式的所需食材，再由兩位主廚泰山、Kiki Hime以高壓、高速的形式指導參賽者完成指定菜式。 每集嘉賓 - 第1集 吳日言、趙詠瑤 - 第2集 林師傑、歐陽巧瑩 - 第3集 王宗堯、J.Arie - 第4集 小肥、傅佩嘉 - 第5集 譚淇淇、潘杰寧 - 第6集 林子傑（Ronald）、田蕊妮 - 第7集 李蔓瑩、李綺雯 - 第8集 廖仲謙、Sandy - 第9集 陳曉婷 (Nico)、鄧洢玲 (阿旦) - 第10集 貝依霖 (Chantale)、張沛樂 (沙律) |                                                                          |
| 老戲橫秋             | 2021年5月12日 逢星期三               | 黃秋生 | 由港台前編導蔡玉玲親自製作，記錄黃秋生跟90後年青人的互動，探討不同世代間的矛盾。 |                                                                          |
| 成人用語動畫廊       | 2021年6月30日 逢星期四               | 李拾壹、李沐晴、李藹蔚、杜汶澤 | 由鄭中基製作，杜汶澤以賈博士為主持說明粵語粗口。 | 惡搞自成語動畫廊。                                                       |
| 在觀塘下體現愛的故事 | 2021年9月1日 逢星期三                | J.Arie、Renee、Zain、新德莉莉、李任燊、李穎琛、李綺雯、李駿碩、林師傑、林耀聲、梁浩邦、王宗堯、田蕊妮、程人富、莫竣名、譚杏藍、邵仲衡、陳樂妍、馮海銳、麗英 | 「喱騷」首個電視劇，說明觀塘，工商廈林立，塞人塞車司空見慣。返工搭車要爭位、lunch time食飯又要爭位；生存喺呢個寸土必爭、拼個你死我活嘅都市入面，呢班觀塘人係咪都可以有一場轟轟烈烈嘅戀愛？一間網絡媒體公司廣告部嘅七名員工，各有各性格，各自演繹屬於佢哋、亦係令香港人有共鳴嘅愛情故事。 | 月費計劃於本劇上映後加價(月費10月起由60元加到100元;年費由600元加到800元) |

### 喱騷VIP專區
| 節目名稱                      | 上映日期       | 介紹 | 備註 |
| Stand Up Hong Kong 香港企硬   | 2020年12月18日 |      |      |
| 《香港企硬》製作特輯          | 2020年12月18日 |      |      |
| 達明一派REPLAY意難平/神經LIVE | 2021年3月27日  |      |      |

## 外部連結
- YouTube上的杜汶澤喱騷頻道
- 杜汶澤喱騷的Facebook專頁
- 喱騷豬友會的Facebook專頁 （页面存档备份，存于）
- 杜汶澤喱騷的Instagram帳戶
- 喱騷官方網站 （页面存档备份，存于）